# 黒葉潤一
黒葉 潤一（くろば じゅんいち）は、日本の漫画家。

## 活動
- 小学館の少年漫画誌『週刊少年サンデー』を中心に活動。
- 2005年からは『月刊コロコロコミック』本誌及び系列誌でも活動するが、2008年1月以降の活動は見られず2024年1月現在の活動状況は不明である。

### 作品リスト
- ファンシー雑技団（週刊少年サンデー 1997年-1999年連載、全3巻）
- 煩悩寺のヘン!（週刊少年サンデー 2002年14号）
- 電人1号（週刊少年サンデー 2003年）
- 天才推理ブタジル（月刊コロコロコミック ※読者コーナー、作画担当 2005年3月号-2007年11月号）
- トイレの神様（別冊コロコロコミック 2005年4月号-2007年4月号）
- ブタクイズ（コロコロイチバン!  2005年9月-2006年3月）
- 脳みそパニック IQスブタ（コロコロイチバン!  2006年5月-2008年1月）

| スタブアイコン | サブスタブ | この項目は、まだ閲覧者の調べものの参照としては役立たない、漫画家・漫画原作者に関連した書きかけの項目です。この項目を加筆・訂正などしてくださる協力者を求めています（P:漫画/PJ:漫画家）。 |